# 聖十字醫院

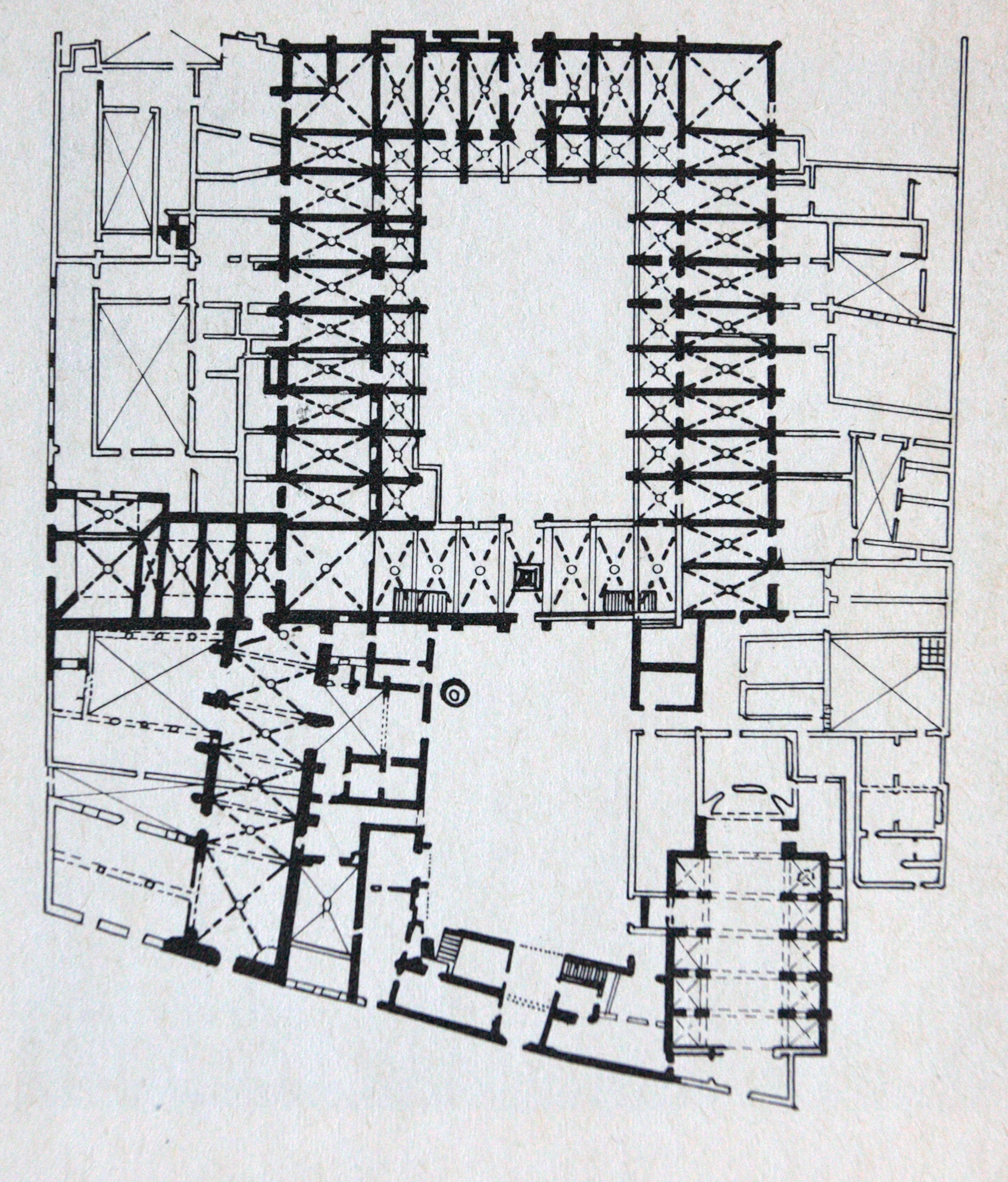
醫院的平面圖

聖十字醫院是位於西班牙加泰罗尼亚巴塞罗那的15世紀至18世紀醫院建築，現由加泰隆尼亞圖書館、加泰羅尼亞研究院和加泰羅尼亞皇家醫學院使用。此建築已被指定為加泰羅尼亞文化遺產。

## 歷史
1401年，當時的巴塞羅那政府百人議會決議興建聖十字醫院大樓，並將市內原有的六所醫院合併。醫院大樓由紀堯姆·阿貝爾（Guillem d'Abriell）設計為一個由四座兩層高大樓包圍一個中庭的建築，不過原定將圍封建築的第四翼從未建成。東翼於1406年建成，西翼於1509年建成，而北翼建成的時間則在東翼與西翼建成的時間之間。三翼的建成時間儘管相隔了很久，它們都有着相同的佈局：底層有彎曲、低矮的有磚板拱頂，上層略彎的拱門上有兩道傾斜的木樑。三翼前的廊道有始建於1406年的肋骨狀拱頂，而此設計也是出自紀堯姆·阿貝爾之手。醫院其時享有歐洲最好的醫院之一的美譽。
16世紀至17世紀初，四翼中的一翼遭拆卸，而醫院建築再增建了兩翼，以及一個與原有中庭相鄰的庭園。1703年，巴洛克時期重要的加泰羅尼亞畫家之一安東尼·維拉多馬特-馬耨特為醫院內的聖保羅小堂繪畫壁畫。1763年，由博納文圖拉·羅德里格斯·提桑建造的外科醫生學院（今加泰羅尼亞皇家醫學院）在康復之家（Casa de Convalescència）前落成。1926年，安东尼·高迪因被電車撞到而被送往聖十字醫院，並在事故後三天逝世。1929年，醫院正式搬遷至圣十字圣保罗医院的新址。

## 建築
聖十字醫院建築最古老的部分是加泰羅尼亞民間哥德式建築的代表性例子。醫院建築內有幾個大型拱形大廳。建築內與中庭接壤的十字架拱形的中庭迴廊（Galeria del pati），以及建於16世紀的露台圖書館的拱形入口，也是建築的特色。

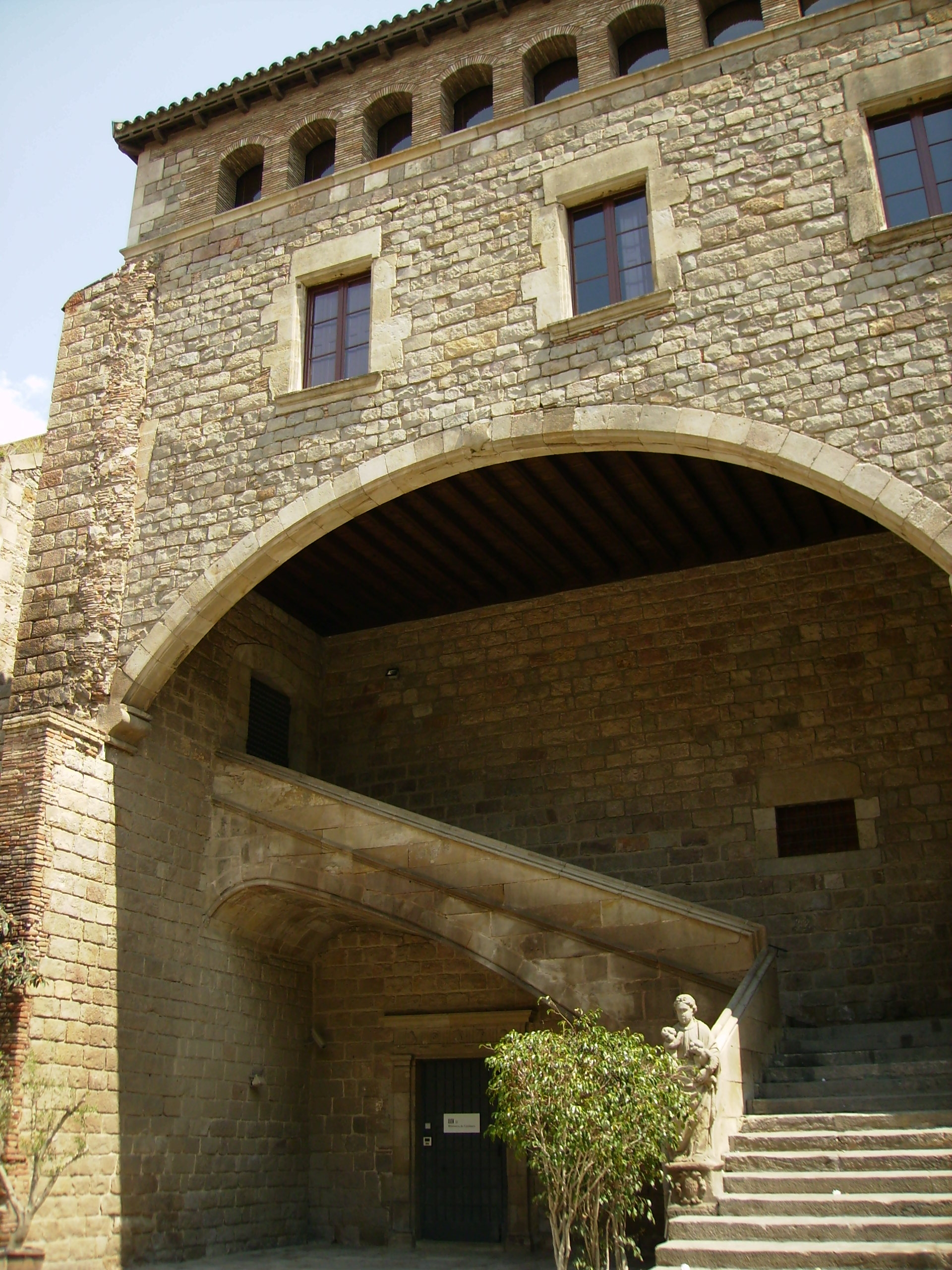
醫院建築的樓梯
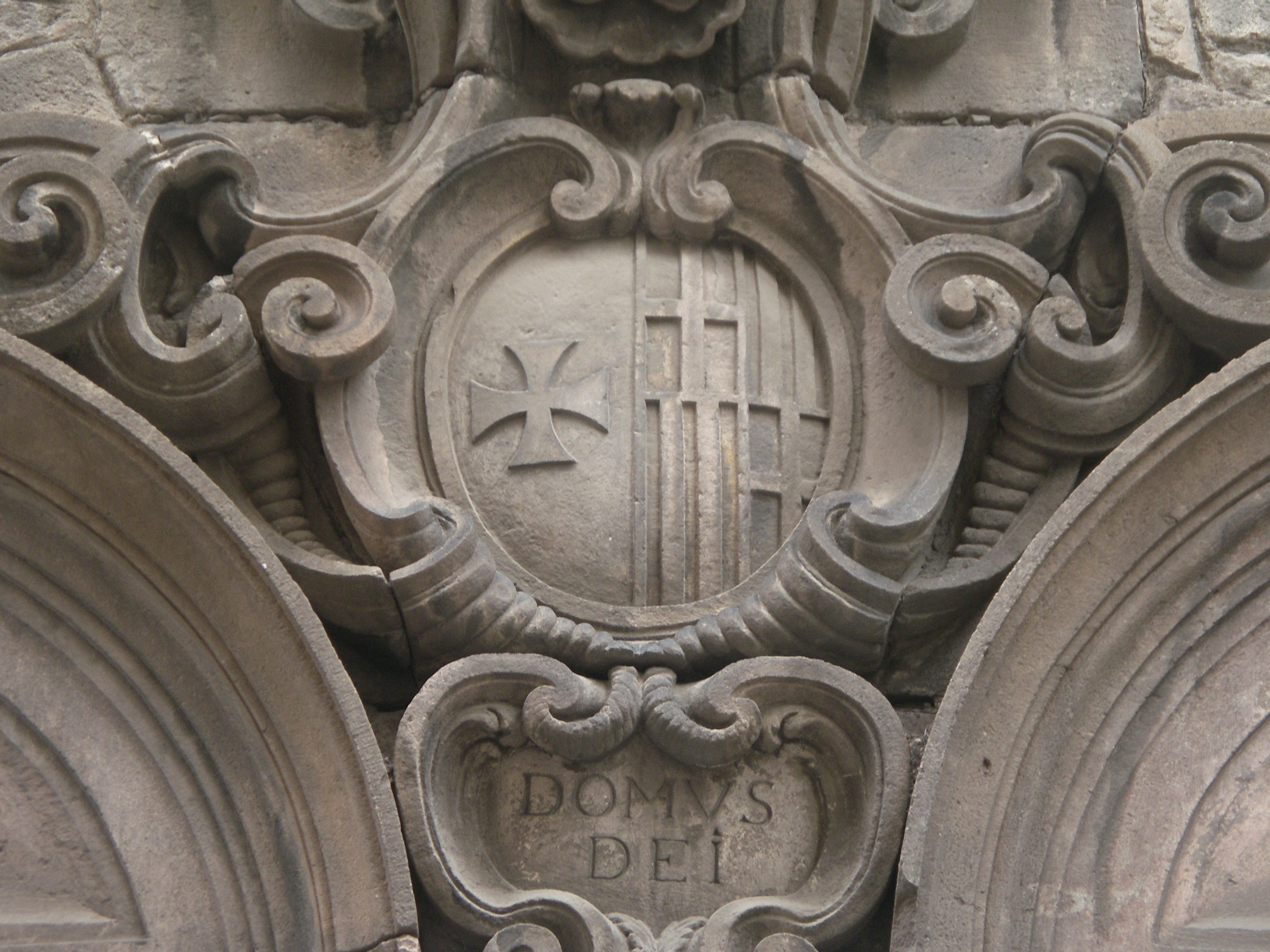
由佩雷·哥斯達（Pere Costa）雕刻在醫院小堂壁上的醫院紋章
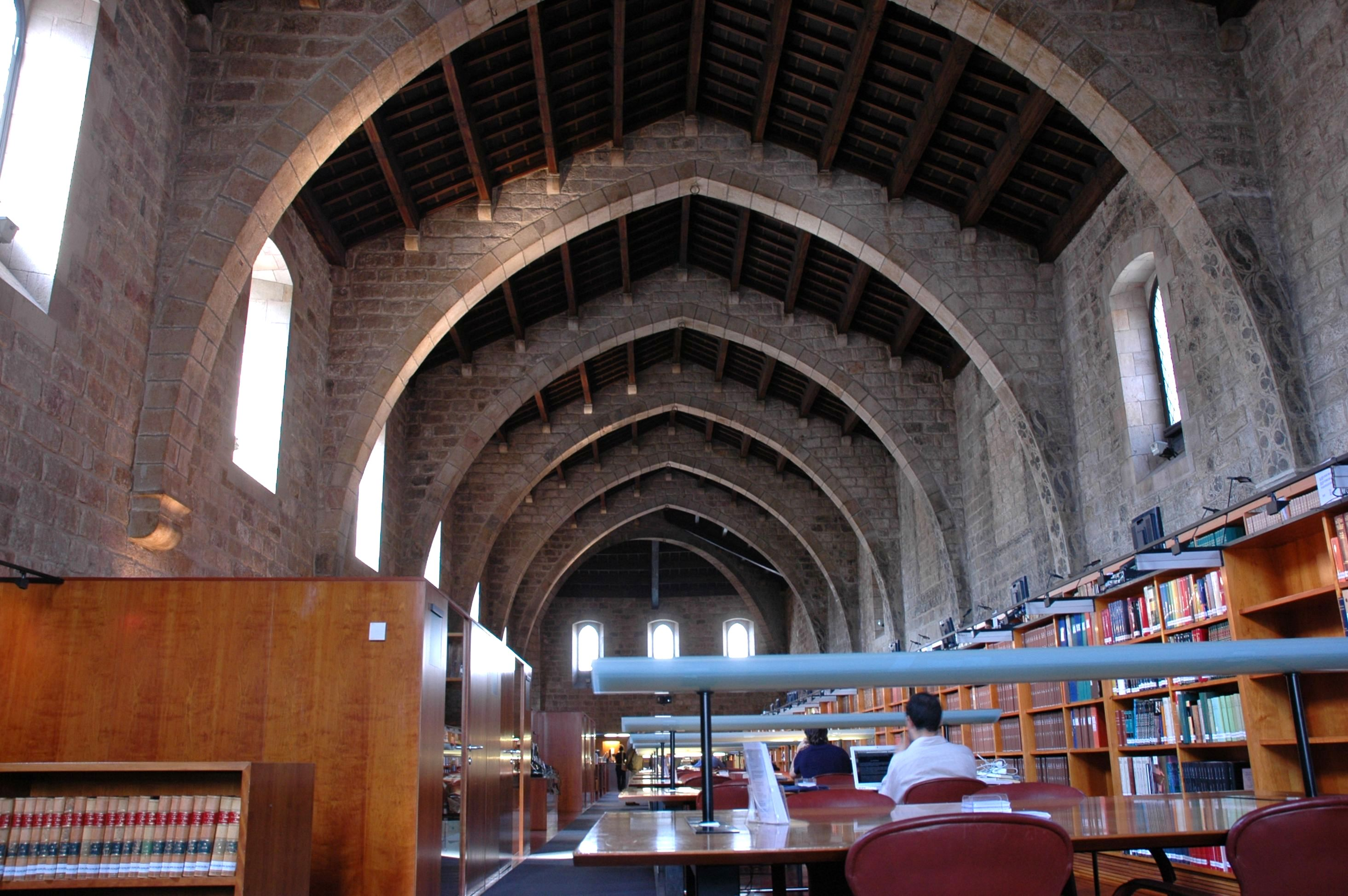
醫院北翼，建於1406年至1509年間
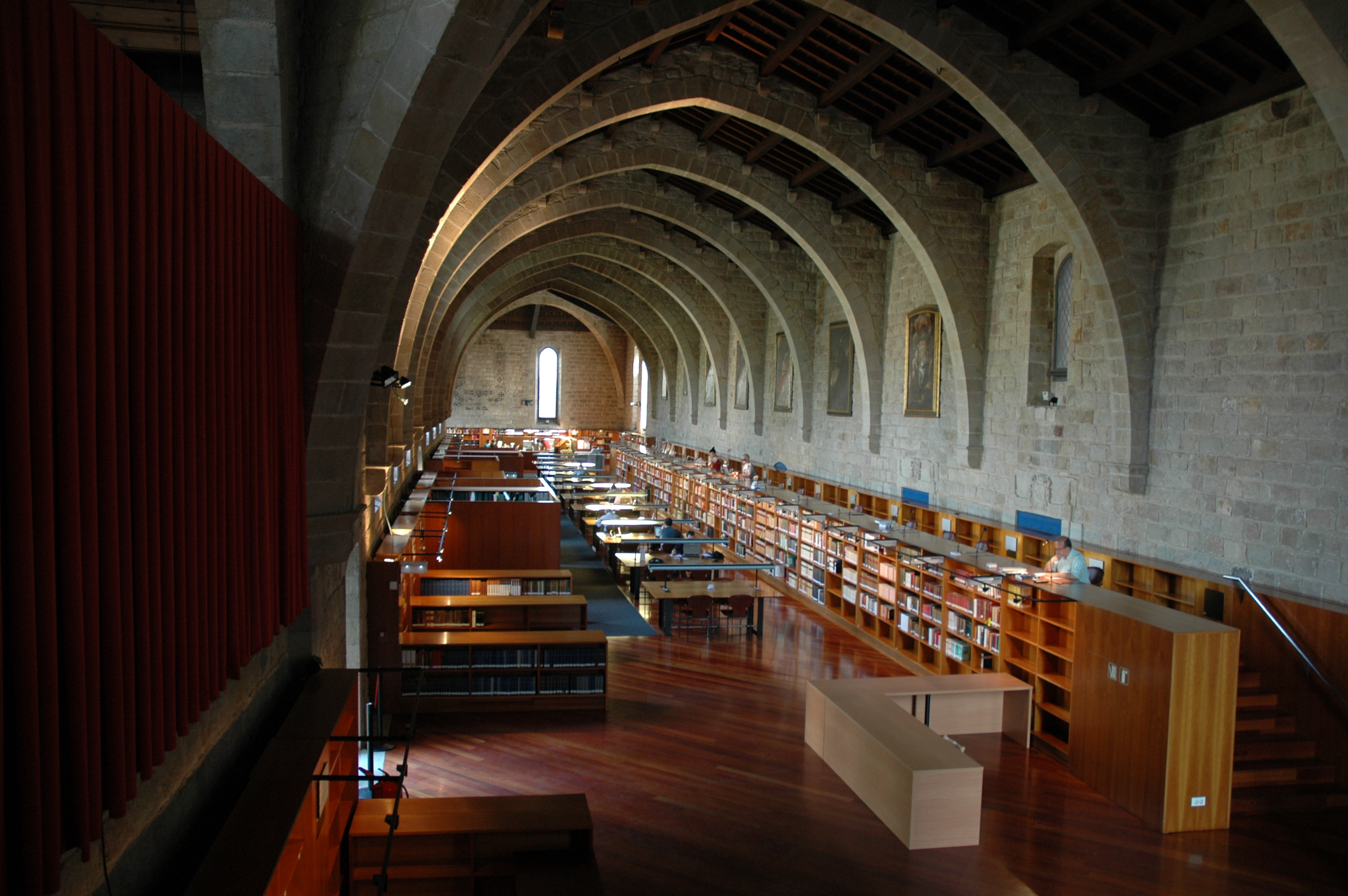
東翼大廳
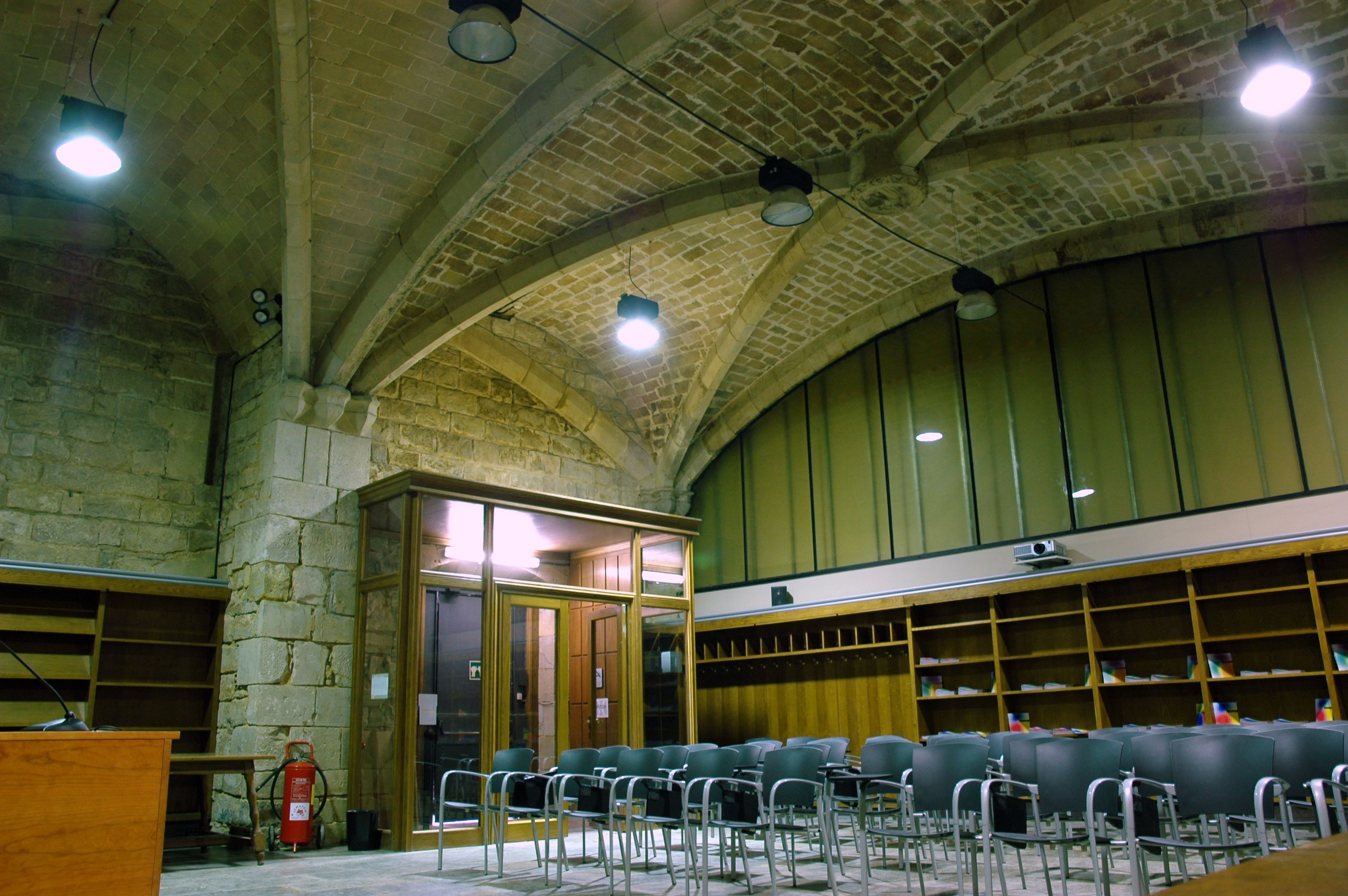
醫院建築底層，屬15世紀哥德式設計
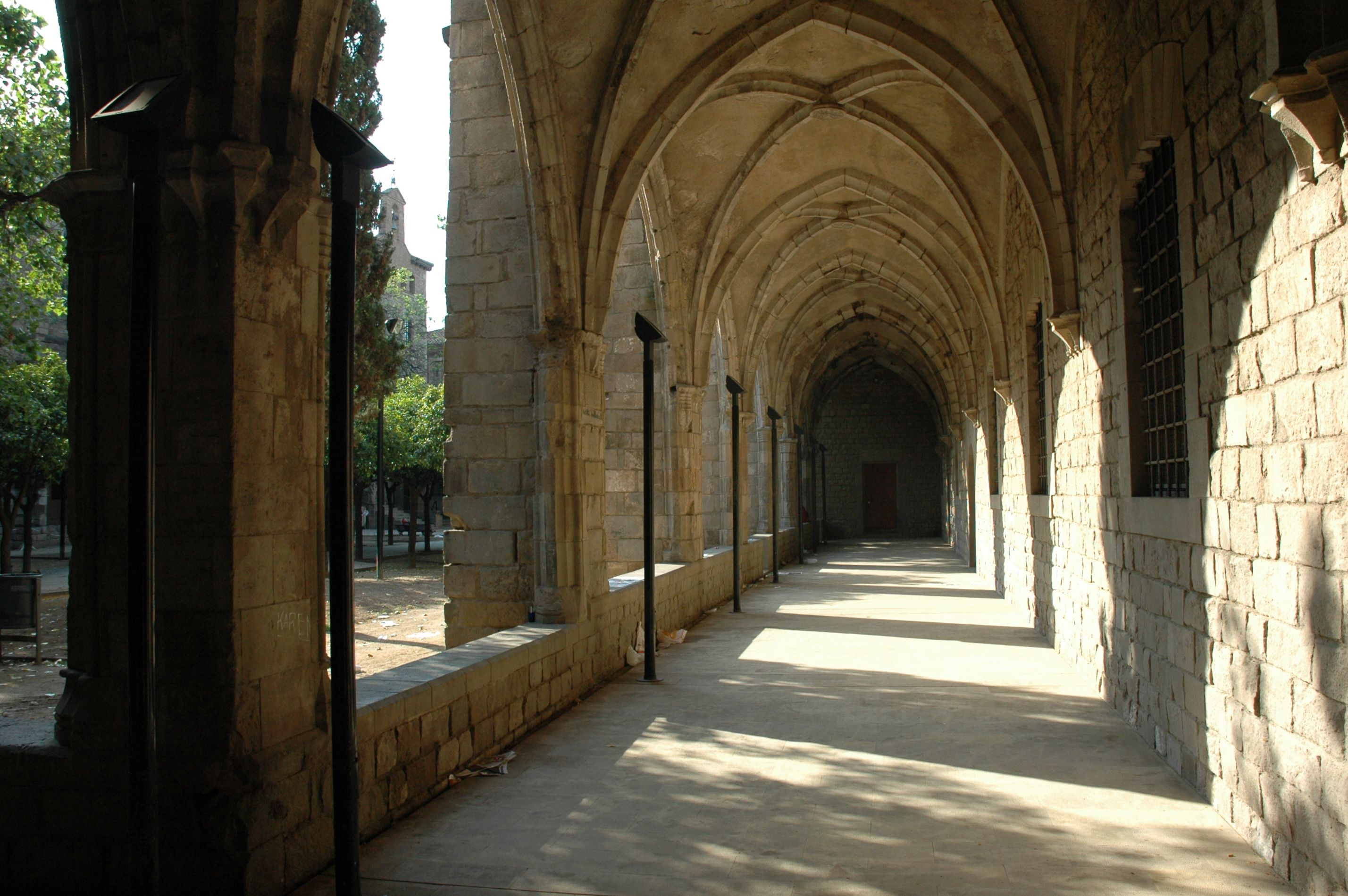
醫院建築的迴廊
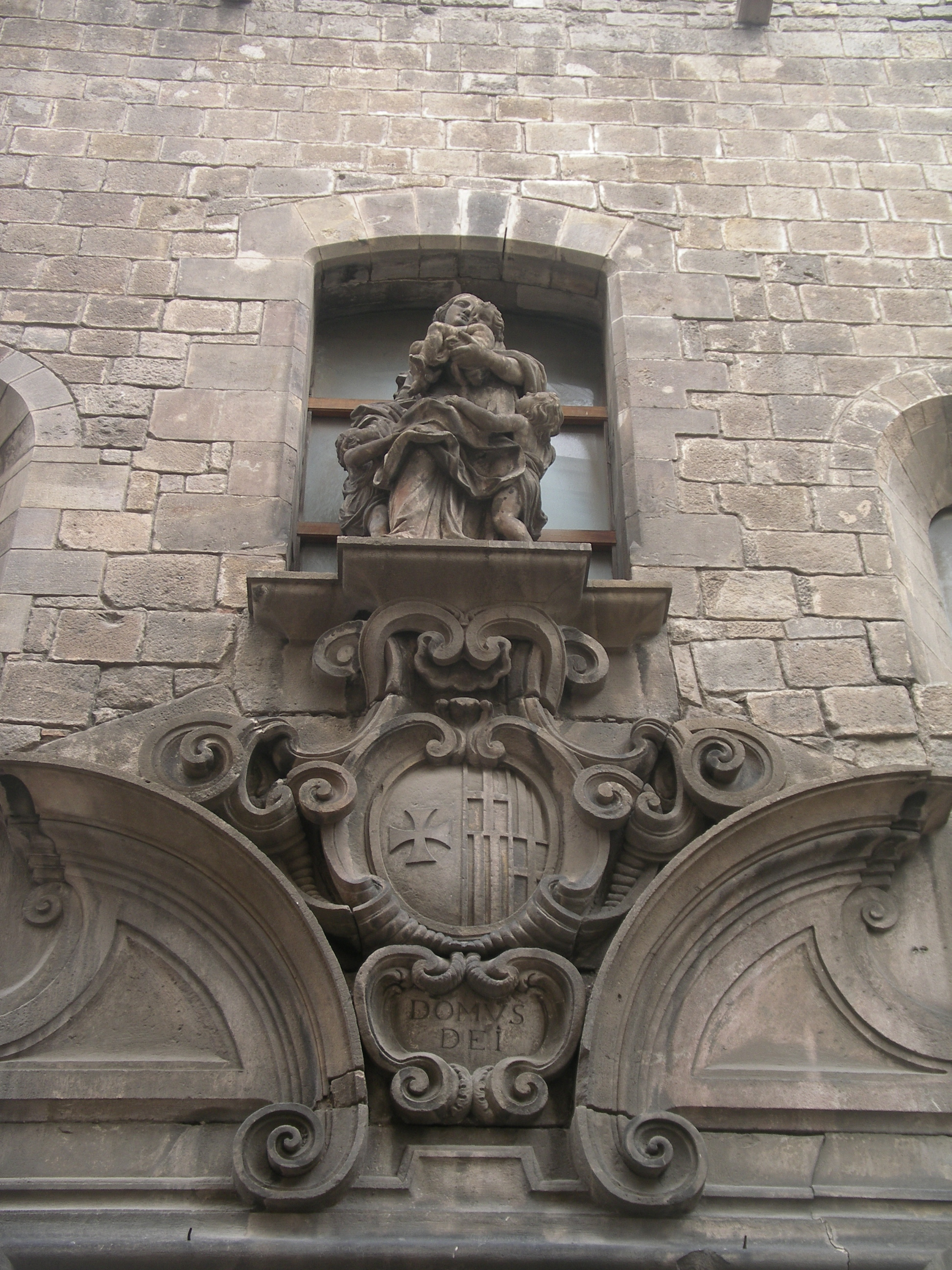
醫院小堂，建於17世紀
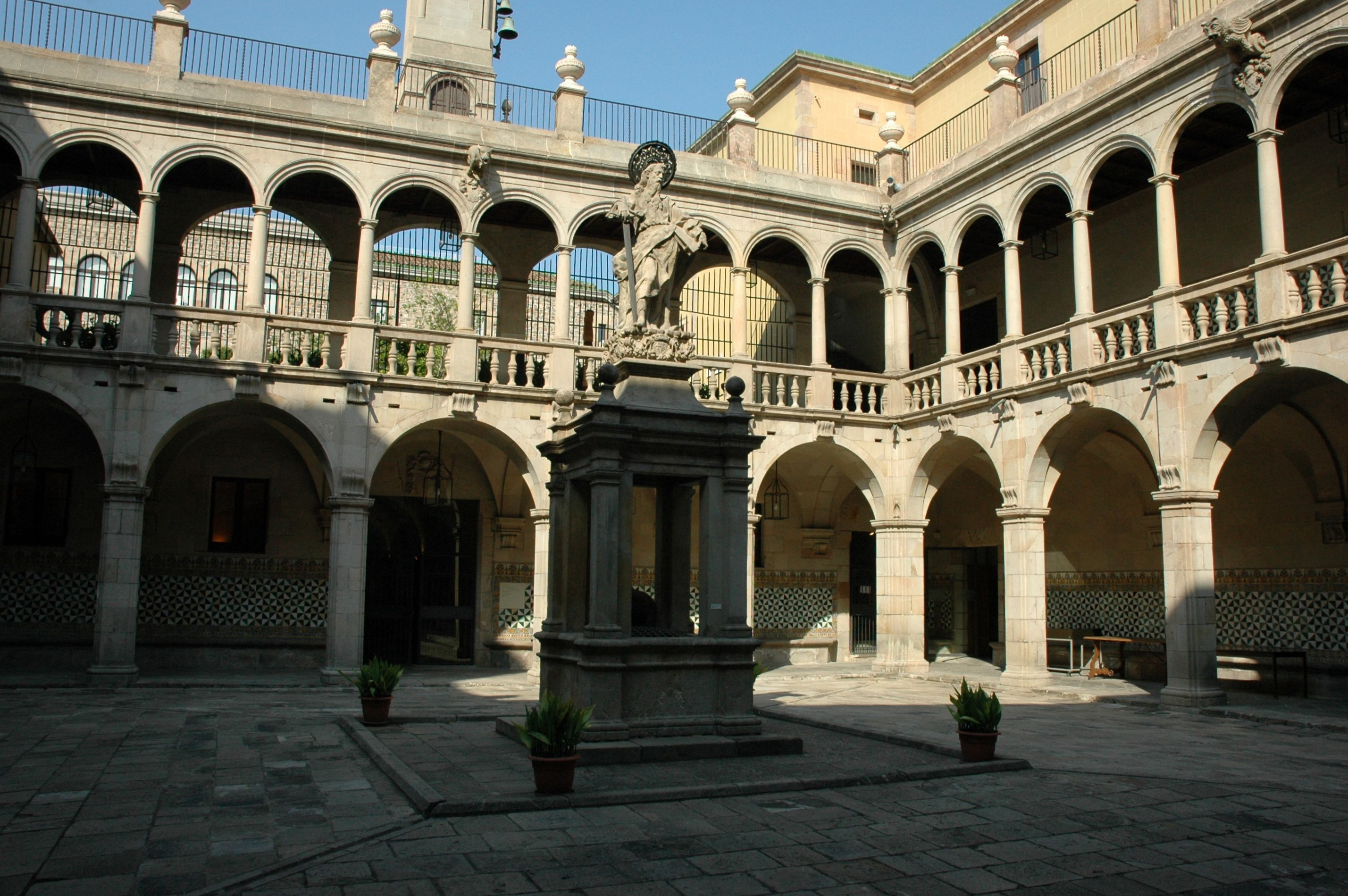
康復之家的花園，建於17世紀
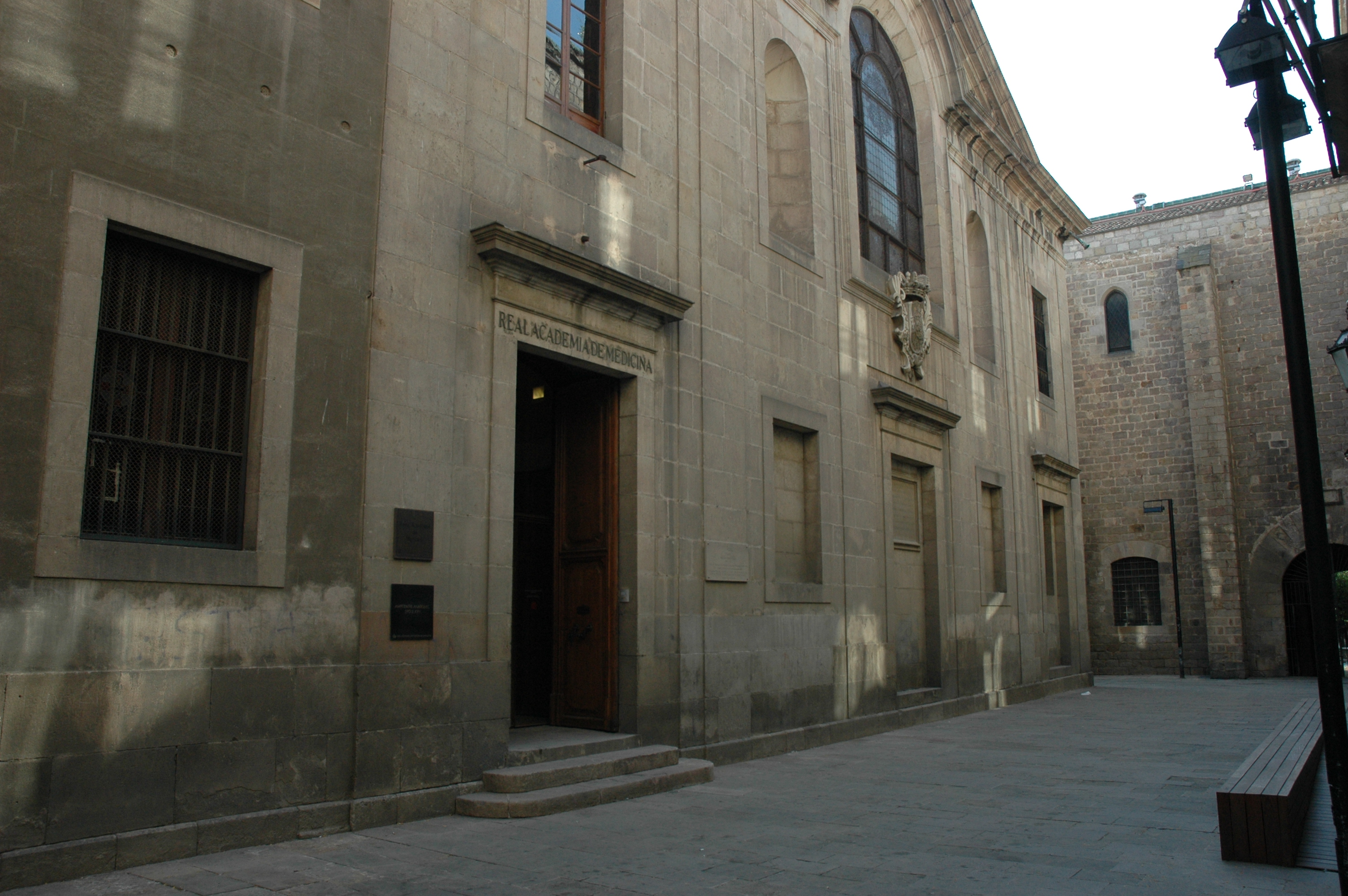
前外科醫生學院，建於18世紀

## 外部連結
- 聖十字醫院 （页面存档备份，存于） - 歷史及遊客資訊